# 三角叶酢浆草
三角叶酢浆草或三角酢浆草是酢浆草科酢浆草属的一种多年生草本植物，分布于中国东北（吉林省和辽宁省）、朝鲜半岛、日本以及俄罗斯远东地区。